# ジャレット (フリゲート)
|          |                                                                                           |
| 艦歴     |                                                                                           |
| 発注     | 1978年1月23日                                                                             |
| 起工     | 1981年2月11日                                                                             |
| 進水     | 1981年10月17日                                                                            |
| 就役     | 1983年7月2日                                                                              |
| 退役     | 2011年5月26日                                                                             |
| 除籍     | 2011年5月26日                                                                             |
| その後   | スクラップとして破棄                                                                      |
| 要目     |                                                                                           |
| 排水量   | 基準: 3,225 t                                                                             |
| 排水量   | 満載: 4,100 t                                                                             |
| 全長     | 453 ft (138 m)                                                                            |
| 全幅     | 45.4 ft (13.8 m)                                                                          |
| 吃水     | 24 ft (7.3 m)                                                                             |
| 機関     | COGAG方式                                                                                 |
| 機関     | LM2500-30ガスタービンエンジン (20,500hp) ×2基                                             |
| 機関     | 可変ピッチプロペラ（5翔）×1軸                                                             |
| 機関     | 非常用旋回式スラスタ（350hp）×2基                                                         |
| 最大速   | 29ノット以上                                                                              |
| 航続距離 | 4,500 海里（20ノット巡航時）                                                              |
| 乗員     | 206名（士官13名）                                                                         |
| 兵装     | Mk.75 76mm単装速射砲×1基                                                                  |
| 兵装     | Mk.38 25mm単装機銃×2基                                                                    |
| 兵装     | Mk.15 20mmCIWS×1基                                                                        |
| 兵装     | M2 12.7mm単装機銃×4基                                                                     |
| 兵装     | Mk.13 mod.4単装ミサイル発射機×1基 * SM-1MR SAM * ハープーンSSM を発射可能 ※2003年以降撤去 |
| 兵装     | Mk.32 mod.17 3連装短魚雷発射管×2基                                                        |
| 艦載機   | SH-60B LAMPSヘリコプター×2機                                                              |
| C4ISTAR  | NTDS (JTDS＋リンク 11/14)                                                                 |
| C4ISTAR  | Mk.92 FCS (SM-1MR, 76mm砲用)                                                              |
| C4ISTAR  | AN/SQQ-89 ASWCS                                                                           |
| センサ   | AN/SPS-49 対空捜索レーダー                                                                |
| センサ   | AN/SPS-55 対水上捜索レーダー                                                              |
| センサ   | AN/SQS-56 船底装備ソナー                                                                  |
| センサ   | AN/SQR-19 曳航ソナー                                                                      |
| 電子戦   | AN/SLQ-32(V)5 ESM/ECM装置                                                                 |
| 電子戦   | Mk.36 デコイ発射装置                                                                      |
| モットー |                                                                                           |

ジャレット (英語: USS Jarrett, FFG-33) は、アメリカ海軍のミサイルフリゲート。オリバー・ハザード・ペリー級ミサイルフリゲートの25番艦。艦名はハリー・B・ジャレット海軍中将(1898 - 1974)に因む。

## 艦歴
ジャレットは1978年1月23日にFY78プログラムの一部としてカリフォルニア州サンペドロのトッド・パシフィック造船所に建造発注され、1981年2月11日に起工する。1981年10月17日に進水し、1983年7月2日に就役した。なお、就役当初はネームシップ同様の短船体として建造されたが、のちに船体延長改修を受け、右記のような諸元を備えるようになった。
湾岸戦争時の1991年、ジャレットは戦艦ミズーリ (USS Missouri, BB-63) への誤射を行った。ジャレットのファランクスCIWSはミズーリがイラク軍のシルクワーム・ミサイルに対抗するため発射したチャフを誤認し、ミズーリに向けて数発を発射した。その内の一発は隔壁を貫通し、船内通路に着弾した。また別の弾丸は前部煙突に着弾、貫通した。水兵が一名弾丸および破片を首に受け軽傷を負ったとされる。自動射撃システムの誤作動とされるが、当時ジャレットは2マイル以上離れており、CIWSがチャフを誤認したことには疑問が残る。ジャレットがミズーリを誤射し、それが事故だったことは確かである。ファランクスのオペレーターが手動で弾丸を発射したという可能性はあるが、それを証明する証拠は見つかっていない。
イラク軍のシルクワーム・ミサイルの内一発は海に着弾した。もう一発はイギリス海軍の42型駆逐艦グロスター (HMS Gloucester, D96) が発射したシーダート・ミサイルによって撃墜された。
2004年6月の時点で、ジャレットは第21駆逐戦隊に所属しカリフォルニア州サンディエゴを母港としていた。2011年5月26日退役。
ジャレットは女性艦長が着任した最初のアメリカ軍艦艇である。1998年12月18日から2000年9月4日までキャサリン・A・マクグラース艦長が指揮を執った。